# Need for Speed II
A Need for Speed II a Need for Speed videójáték-sorozat második része; fejlesztője az EA Canada volt. 1997 tavaszán adták ki Windowsra és PlayStation konzolra, nem egészen egy évre rá egy kibővített változat, a Need for Speed II Special Edition is megjelent. Japánban Over Drivin' II néven forgalmazták.

## Leírása
Míg elődje, a The Need for Speed valódi szimuláció, addig a Need for Speed II arcade jellegű autóverseny. Bár a játékos többféle realizmus-beállítás és tuningolás közül választhat, a vezetési élmény egyik módban sem túl valósághű.
A játék nyolc licencelt sportautót (ezek közül több tanulmányautó) és hat, közutakat idéző zárt pályát tartalmaz. Az autókat teljesítményüktől függően három kategóriára osztották, a helyszínek pedig bővelkednek a szürreális és sztereotipikus részekben. Az egyjátékos mód bajnokságainak megnyerése után egy új autó és egy új pálya is elérhető lesz. Többjátékos módok is rendelkezésre állnak: osztott képernyő (split screen), soros kábel, LAN, modem.
A Special Edition (SE) 1997 végén (Európában 1998-ban) jelent meg. A játékmenet nem változott, de egy további pálya és hat új autó érhető el, és a 3Dfx Glide-ot is támogatja.

## Fogadtatása
A játék erőssége a maga idejében kimagasló 3D grafika és az egzotikus autók választéka volt. Ennek ellenére vegyes fogadtatásban részesült, főleg a vezetés, a pályák realizmusának hiánya és az erős gépigény (Pentium 166) miatt.